# Zoropsis spinimana
Espèce
Synonymes
- Dolomedes spinimanus Dufour, 1820
- Dolomedes dufourii Walckenaer, 1837
- Dolomedes ocreatus C. L. Koch, 1841
- Lycosoides algirica Lucas, 1846
- Zora algeriensis Simon, 1864
- Hecaerge wrightii Blackwall, 1870
- Zoropsis albertisii Dahl, 1901
- Zoropsis quedenfeldti Dahl, 1901
- Zoropsis triangularis Dahl, 1901
- Zoropsis pluridentata Franganillo, 1925

Zoropsis spinimana, ou zoropse à pattes épineuses, est une espèce d'araignées aranéomorphes de la famille des Zoropsidae. Elle est aussi appelée Araignée Nosferatu en raison de son dessin thoracique à pattes épineuses évoquant le visage de Nosferatu, vampire aux longues canines pointues.

## Distribution
Originellement l'espèce se rencontrait en Europe méditerranéenne (jusqu'à la Bretagne au nord), en Afrique du Nord et jusqu'à la Russie. Désormais, probablement à la faveur du changement climatique et de l'urbanisation, son aire de répartition comprend toute la France métropolitaine. Elle a été introduite vers 1995 aux États-Unis, essentiellement vers la baie de San Francisco,. C'est l'une des deux espèces de Zoropses connues en France métropolitaine (l'autre étant Zoropsis media).

## Habitat
Les araignées de l'espèce se trouvent souvent aux abords des forêts sous les pierres ou l'écorce des arbres. Comme cette araignée ne peut pas survivre sous un climat rude, elle se réfugie fréquemment dans les maisons où la température est plus douce pour elle et la nourriture plus abondante.

## Description

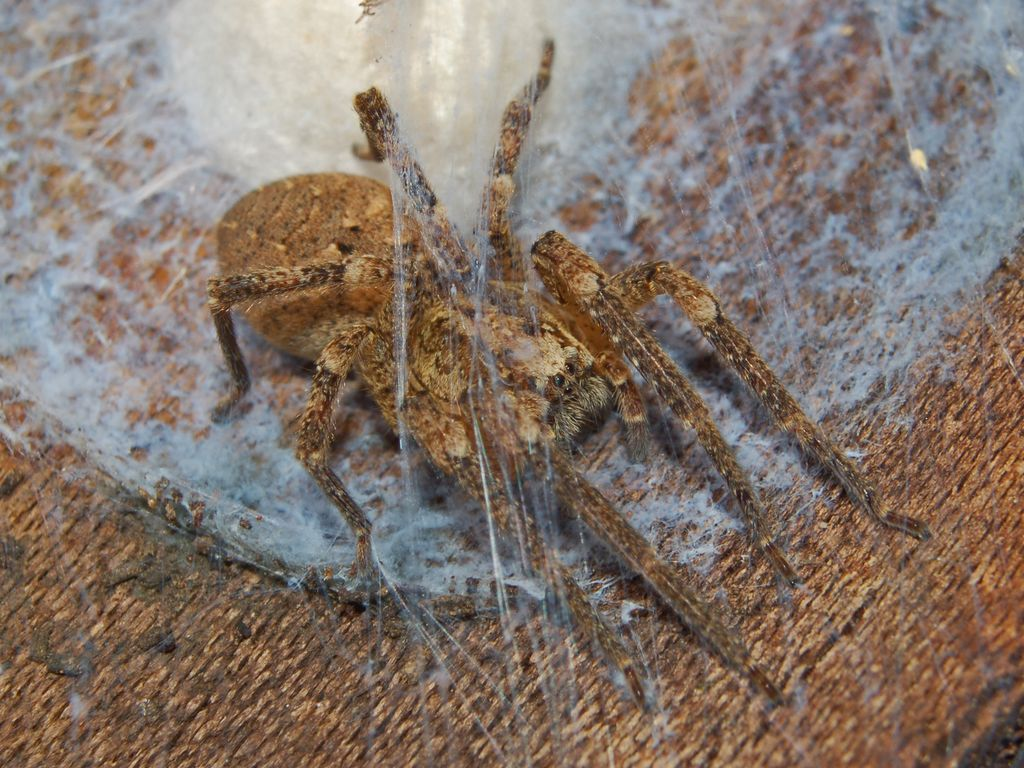
Zoropsis spinimana de Gênes.

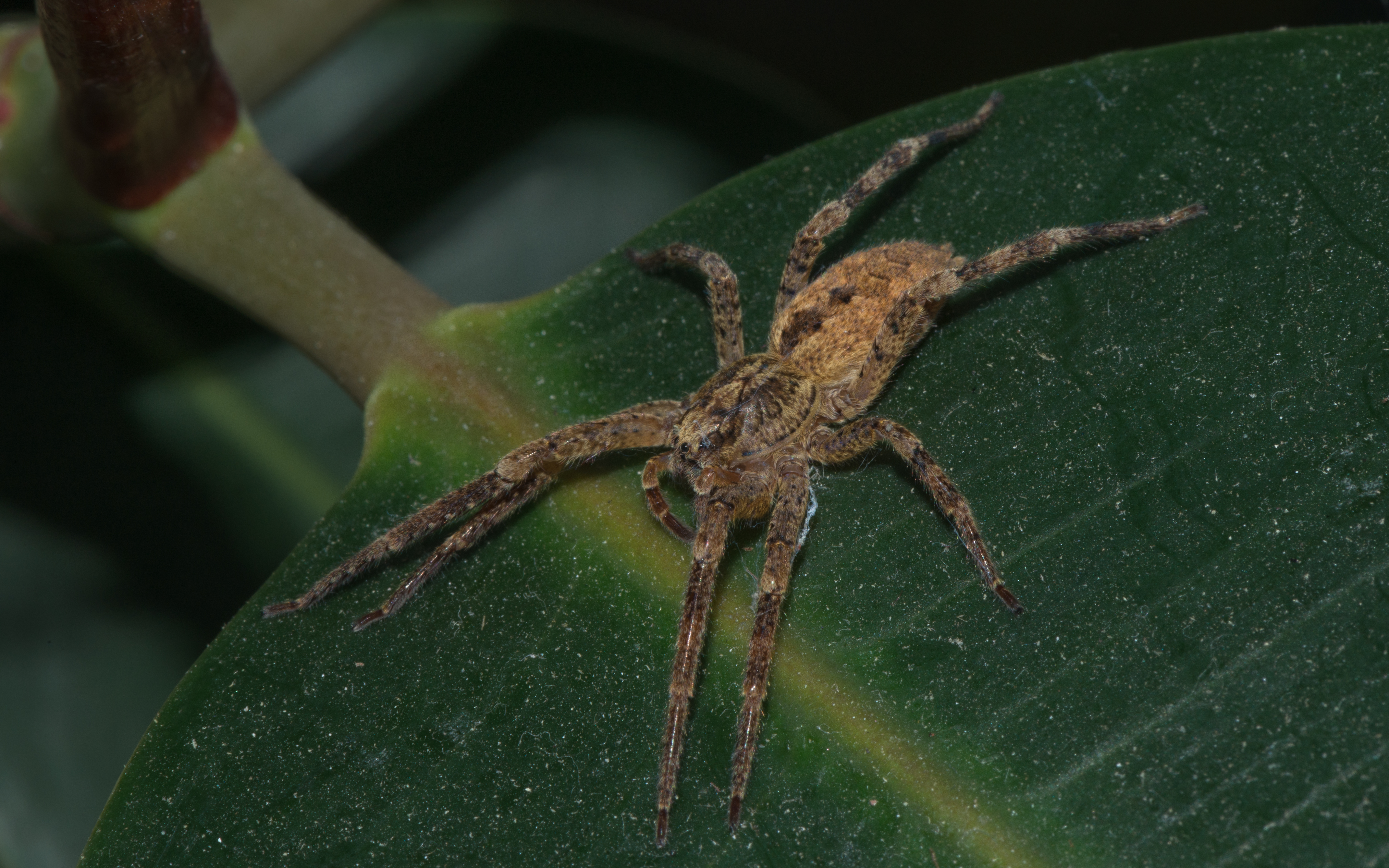
Zoropsis spinimana de Sète.

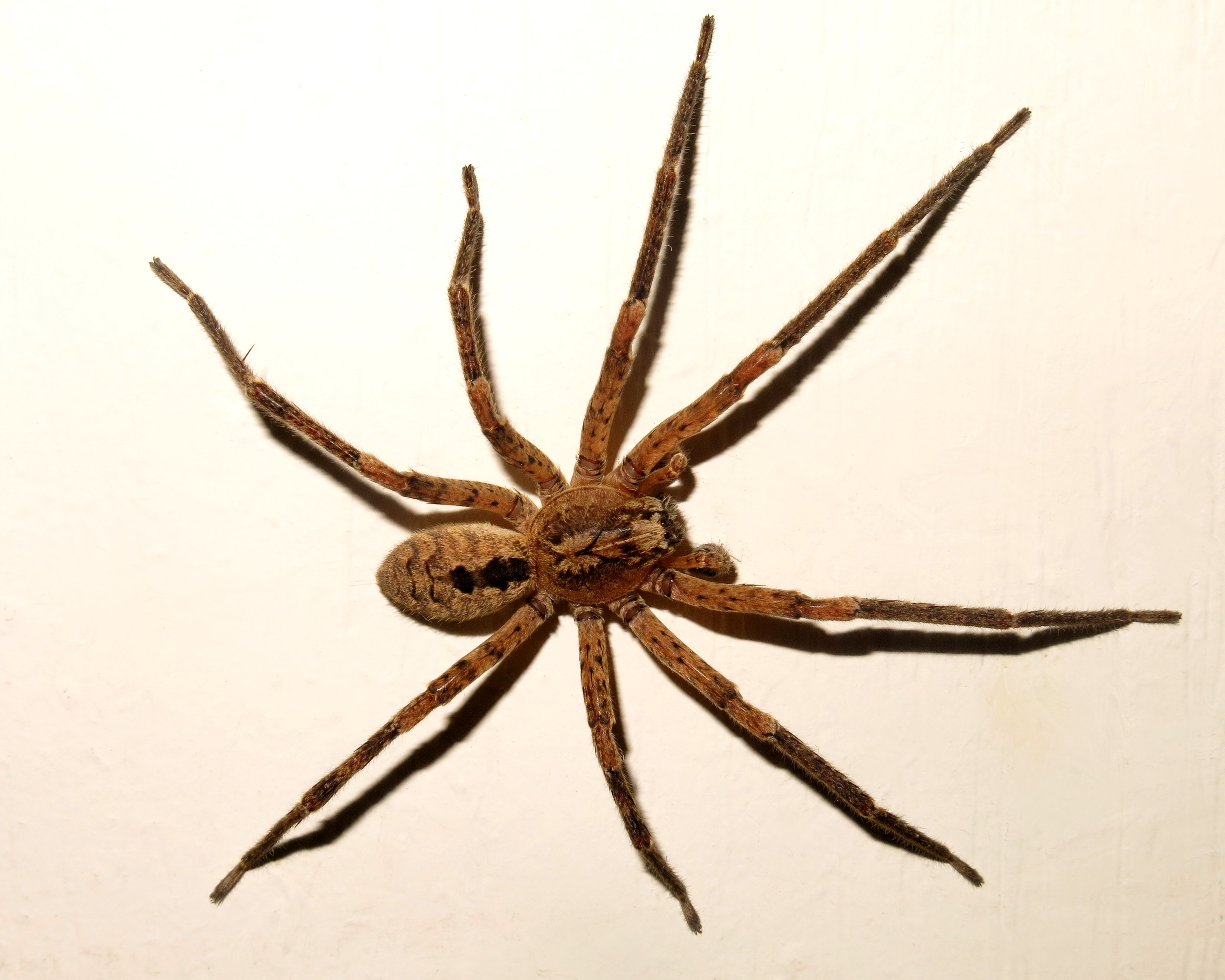
Zoropsis spinimana mâle.

Les mâles mesurent de 10 à 13 mm et les femelles de 10 à 19 mm de long, max 2 cm. 
Les pattes sont longues et fortes, de couleur brun moucheté. Elle est pourvue de chélicères noirs (contrairement à Z. media).
Les caractères communs de la famille rappellent ceux des Lycosidae, mais l'organisation oculaire permet de les distinguer. Chez les deux familles, les huit yeux sont répartis sur trois rangs (4-2-2) et les yeux centraux et latéraux arrière sont légèrement plus grands que les quatre petits yeux avant. Mais chez Zoropsis, la répartition de ses quatre petits yeux est plus étalée à l'avant du céphalothorax. 

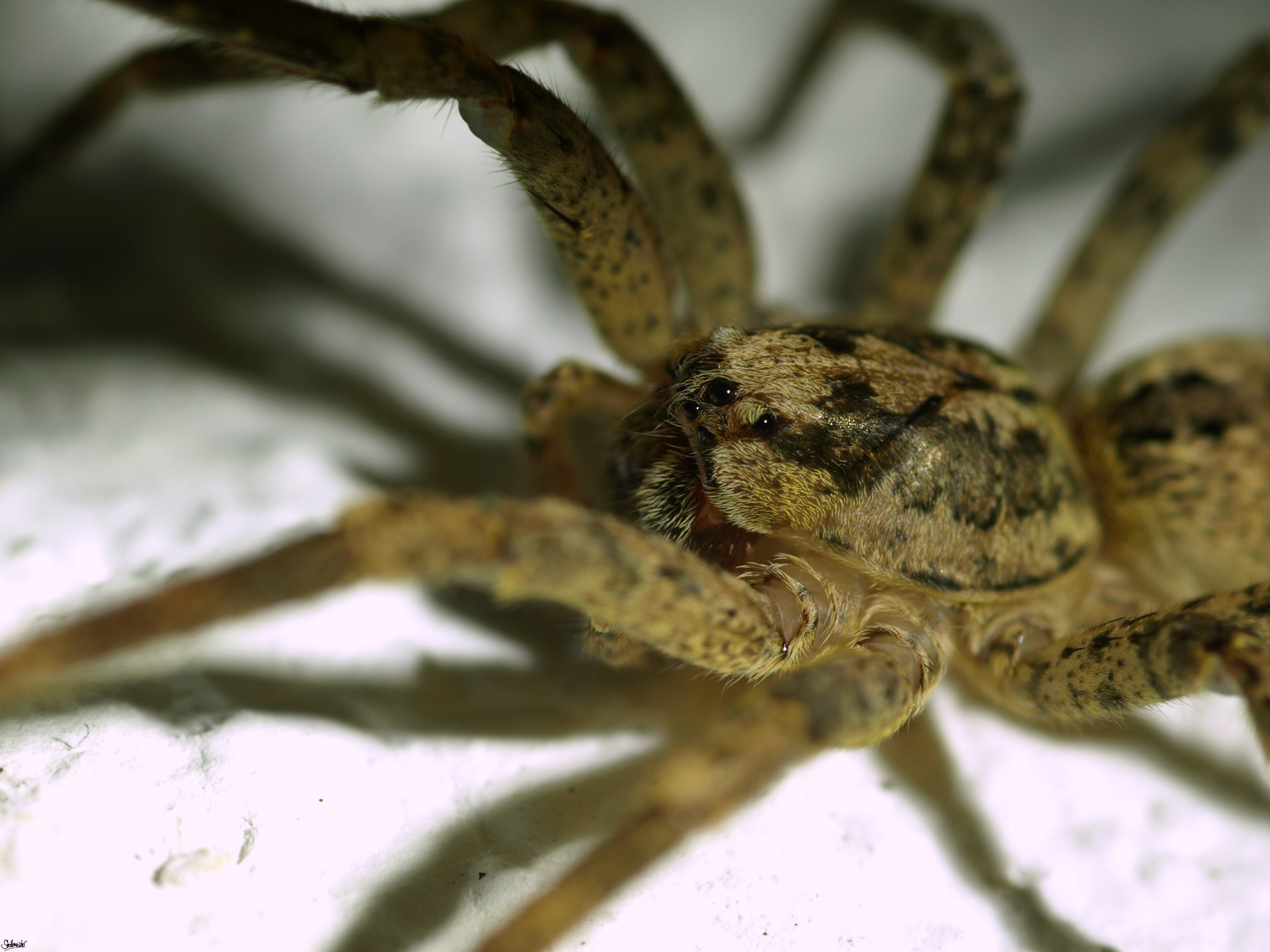
Vue macro du céphalothorax et de la disposition oculaire.

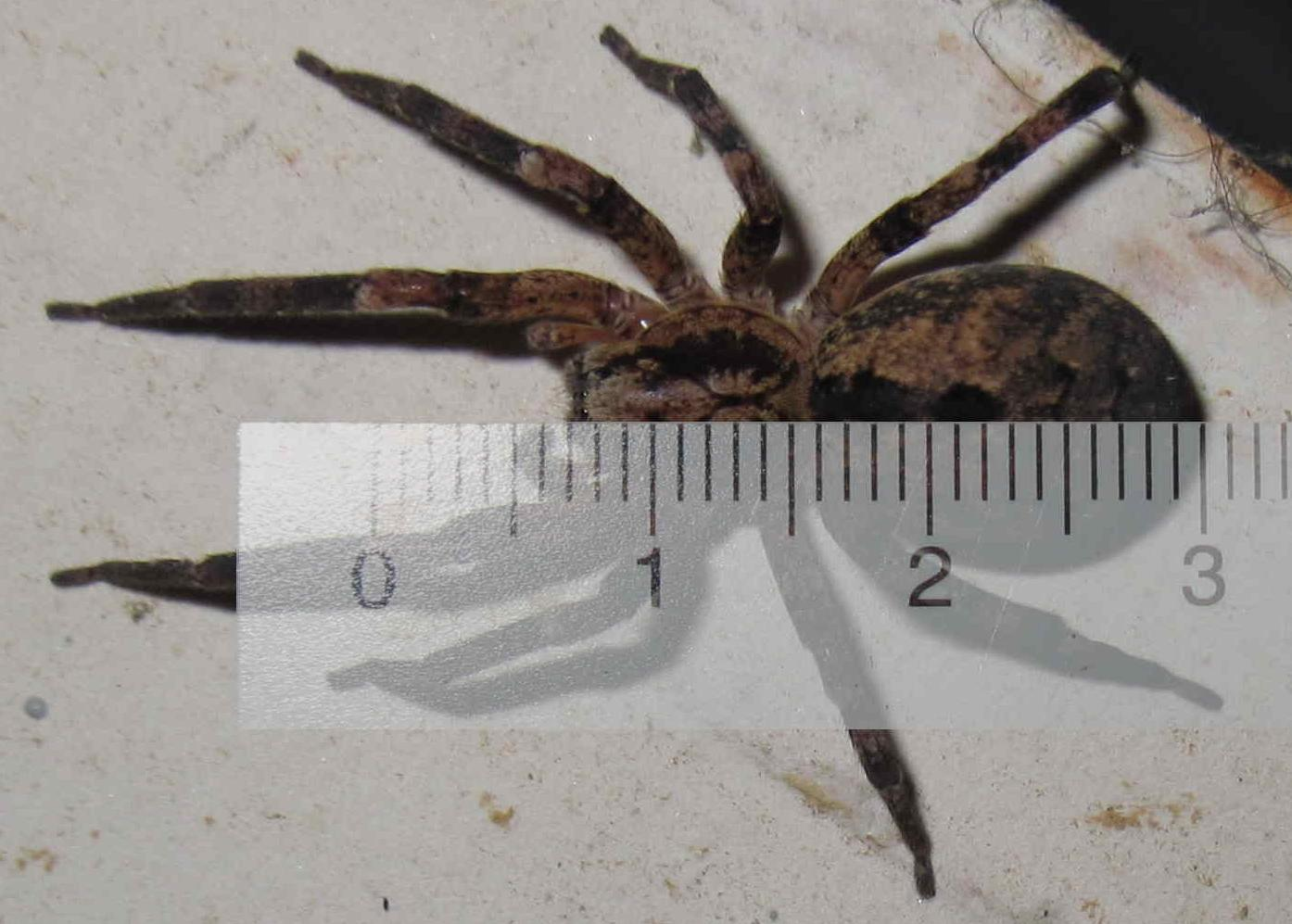
Rare femelle Zoropsis spinimana de 23 mm invitée à passer l'hiver au chaud dans un garage en Île-de-France. Superposition d'une règle placée à côté lors de la photo pour l'échelle.

Le corps est moucheté. L'avant du corps (céphalothorax ou prosoma) a une forme allongée, ovale et plate. L'agencement des poils blancs sur fond marron est caractéristique et évoque une « tête de Nosferatu », d'où son nom vernaculaire Araignée Nosferatu. L'abdomen (opisthosoma) est également allongé, ovale et relativement plat. Il est brun voire orangé et porte des marques médianes noires.

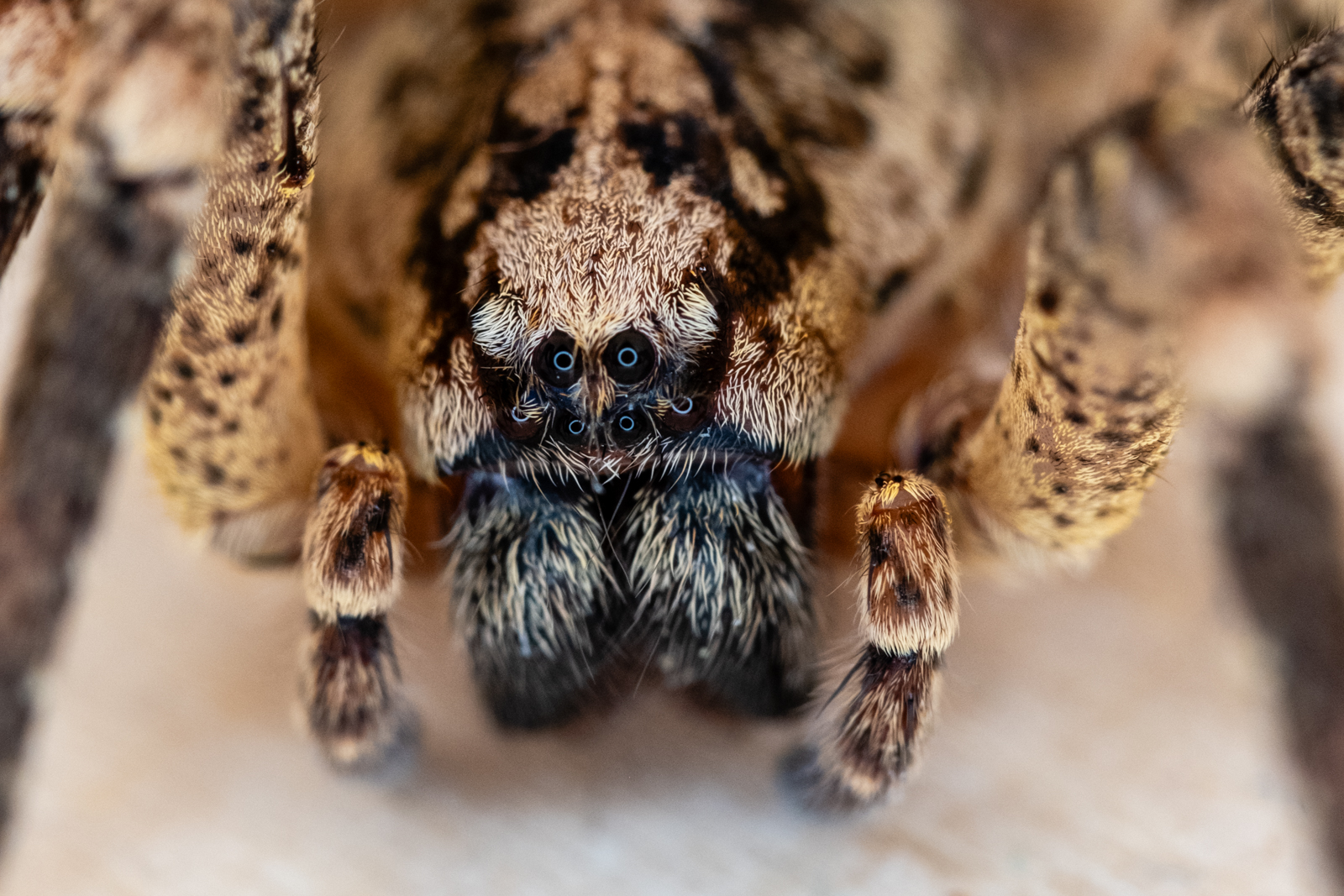
Macro photographie d'une Zoropsis Spinimana femelle

## Éthologie

### Prédation
Comme toutes les Zoropsidae, Zoropsis spinimana ne construit pas de toile, mais chasse ses proies la nuit ou au crépuscule. Elle peut s'attaquer à de petites proies errantes allant jusqu'à sa taille. Elle a régulièrement été observée se nourrissant de mâles errants de tégénaires. Elle peut aussi manger des mouches qu'elle détecte avec les poils sur son corps.

### Morsure
Zoropsis spinimana, en plus des insectes et autres araignées errantes, lorsqu'elle se sent en danger, peut réagir de façon défensive pour mordre. Elle peut utiliser ses crochets chélicériens qui sont assez grands pour être capables de percer la peau humaine et peut injecter une faible quantité de venin (ou faire une morsure sèche). Le venin qu'elle injecte dans ses proies n'est pas toxique pour l'humain, sa morsure n'entraîne en principe pas de conséquence autre qu'une douleur modérée temporaire.

## Reproduction
Les araignées de l'espèce Zoropsis spinimana sont sexuellement matures à l'automne. La femelle pond au printemps et dépose son cocon dans une grande loge circulaire de soie cribellée, d'aspect blanc-bleuté, située sous une pierre ou une écorce. La femelle reste dans sa loge avec la ponte jusqu'à sa mort

## Publication originale
- Dufour, 1820 : Descriptions de cinq arachnides nouvelles. Annales Générales des Sciences Physiques, vol. 5, p. 198-209.